# Jasuo Suzuki
Jasuo Suzuki (japonsko 鈴木 保男), japonski nogometaš, * 30. april 1913, Kanagava, Japonska.
Za japonsko reprezentanco je odigral dve uradni tekmi.